# Datsun on-DO
Der Datsun on-Do (Eigenschreibweise: on-DO) ist ein PKW-Modell des japanischen Automobilherstellers Nissan, das zunächst speziell für den russischen Markt entworfen wurde. Er ist Teil der Strategie von Renault-Nissan, die in den 1980er Jahren eingestellte Marke Datsun als günstige Marke für Schwellenländer wieder einzuführen. 2020 wurde die Produktion des Modells ersatzlos eingestellt.
Die viertürige Stufenhecklimousine ist der Kleinwagenklasse zuzuordnen.

## Name
„Do“ bedeutet auf Japanisch „Weg“ oder „Bewegung“. Das vorangestellt „on“ steht im russischen für „er“ und soll nach Angaben des Herstellers den selbstbewussten Auftritt des Models hervorheben.

## Entwicklung und Produktion
Der Datsun on-Do wurde in Japan entwickelt. Die Produktion erfolgte im russischen Togliatti im Rahmen der Kooperation von Renault-Nissan mit dem russischen Autobauer AwtoWAS, der auch Lada-Modelle herstellt. Für die Produktion des Datsun on-Do wurde eine modifizierte AwtoWAS-Plattform verwendet, und es wurden Produktionskapazitäten im AwtoWAS-Werk genutzt.

## Technische Daten und Preis
Der on-Do ist mit 1.700 mm genau so breit und mit 1.500 mm genauso hoch wie der Lada Granta, mit dem er sich die Plattform teilt, er ist mit 4.337 mm aber etwas länger. Der on-Do ist ausschließlich mit einem 65-kW-Ottomotor (87 hp, 88 PS) und einem manuell geschalteten 5-Gang-Getriebe lieferbar. Nach Herstellerangabe wird er für unter 400.000 russische Rubel, umgerechnet etwa 7700 €, angeboten.
|                                             | 1.6                   |                            |                       |                       |
| Bauzeitraum                                 | 2014–2019             | 2019–2020                  | 2014–2019             | 2017–2020             |
| Motorkenndaten                              |                       |                            |                       |                       |
| Motortyp                                    | R4-Ottomotor          | R4-Ottomotor               | R4-Ottomotor          | R4-Ottomotor          |
| Hubraum                                     | 1596 cm³              | 1596 cm³                   | 1596 cm³              | 1596 cm³              |
| max. Leistung bei min−1                     | 60 kW (82 PS) / 5100  | 64 kW (87 PS) / 5100       | 65 kW (88 PS) / 5100  | 78 kW (106 PS) / 5800 |
| max. Drehmoment bei min−1                   | 132 Nm / 3800         | 140 Nm / 3800              | 140 Nm / 3800         | 145 Nm / 4000         |
| Kraftübertragung                            |                       |                            |                       |                       |
| Antrieb                                     | Vorderradantrieb      | Vorderradantrieb           | Vorderradantrieb      | Vorderradantrieb      |
| Getriebe, serienmäßig                       | 5-Gang-Schaltgetriebe | 5-Gang-Schaltgetriebe      | 5-Gang-Schaltgetriebe | 5-Gang-Schaltgetriebe |
| Getriebe, optional                          | —                     | 4-Stufen-Automatikgetriebe | —                     | —                     |
| Messwerte                                   |                       |                            |                       |                       |
| Höchstgeschwindigkeit                       | 165 km/h              | 172 km/h [166 km/h]        | 173 km/h              | 184 km/h              |
| Beschleunigung, 0–100 km/h                  | 12,9 s                | 11,5 s [14,4 s]            | 12,2 s                | 10,5 s                |
| Kraftstoffverbrauch auf 100 km (kombiniert) | 7,4 l Super           | 7,0 l Super [7,7 l Super]  | 7,0 l Super           | 6,6 l Super           |
| Tankinhalt                                  | 50 l                  | 50 l                       | 50 l                  | 50 l                  |

## Weitere Vertriebsländer
Ab 2016 wurde der on-Do auch in Kasachstan, Weißrussland und dem Libanon angeboten.